# 옥정호
옥정호(玉井湖)는 전북특별자치도 임실군과 정읍시에 걸쳐 있는 호수로 섬진강 상류수계에 있는 인공호수다.